# 歐洲塵蟎
歐洲室塵蟎（学名：Dermatophagoides pteronyssinus）是一種8隻腳的微小的蛛形綱節肢動物，約0.2公釐大小，雌雄个体均为乳白色，最喜歡生長在溫暖潮濕的環境中，適合生長的溫度為22－26℃、濕度為75－80%，以位於亞熱帶的台灣為例，室內溫度平均約15-30℃，相對溼度約60－85%，利於塵蟎生長。塵螨以人類或動物（貓、狗）脫落的皮屑、毛髮維生，亦是台灣兒童重要的過敏原之一。台北市衛生局於2008年發布的統計數據中，對國小一年級學童過敏原檢測，塵蟎占90.79%。
根據文獻調查鑑定指出，台灣居家環境中塵螨有16種，塵蟎科有歐洲室塵蟎、美洲室塵蟎、梅氏塵蟎，食甜蟎科有熱帶無爪蟎和粉蟎科的腐食酪蟎等，其中以歐洲室塵蟎（Dermatophagoides pteronyssinus）、美洲室塵蟎（Dermatophagoides farinae）和熱帶無爪蟎（Blomia tropicalis）三種為過敏原，以歐洲室塵蟎數量最多，是重要的過敏原。在居家環境的厚重衣物、枕頭、床墊、沙發和棉被等物容易孳生塵螨，而人類最主要是對塵蟎的屍體及排泄物過敏，易過敏的人接觸到塵蟎可能會發生氣喘、打噴嚏、流鼻水、鼻塞、過敏性結膜炎及異位性皮膚炎等症狀。

## 生活史
以歐洲室塵螨為例，在25℃、相對濕度80%條件下飼養，產卵量51-122顆。普遍來說，塵螨一個世代約30天左右。根據不同溫度和生長環境生活史的數據皆會不同。

## 外部連結
- 呂怡貞.  252. 科學人雜誌. 2011-09-16  [2020-07-17]. （原始内容存档于2019-10-31） （中文（繁體））.

1. ↑  HEINRICH SCHATZ, VALERIE M. BEHAN-PELLETIER, BARRY M. OCONNOR & ROY A. NORTON.  (PDF). Zhang, Z.-Q.  (编).  (PDF). Magnolia Press. 2011: 141–148  [2015-12-09]. ISBN 978-1-86977-850-7. ISSN 1175-5334. （原始内容存档于2015-12-22） （英语）. |journal=被忽略 (帮助); |issue=被忽略 (帮助)